# ハワイ州都歴史地区

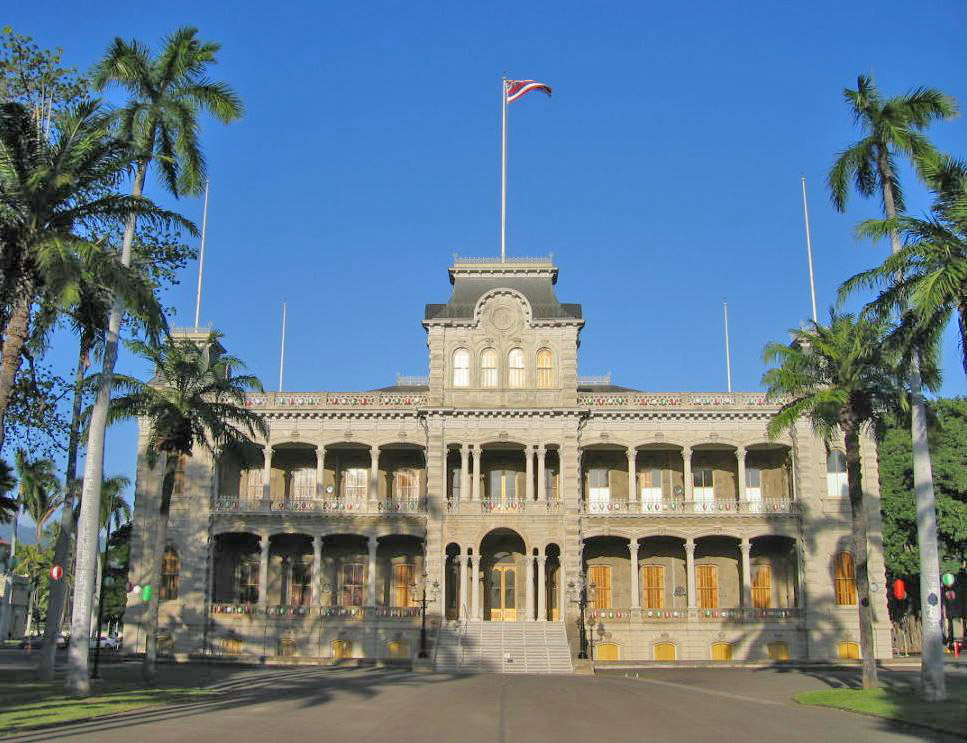
イオラニ宮殿

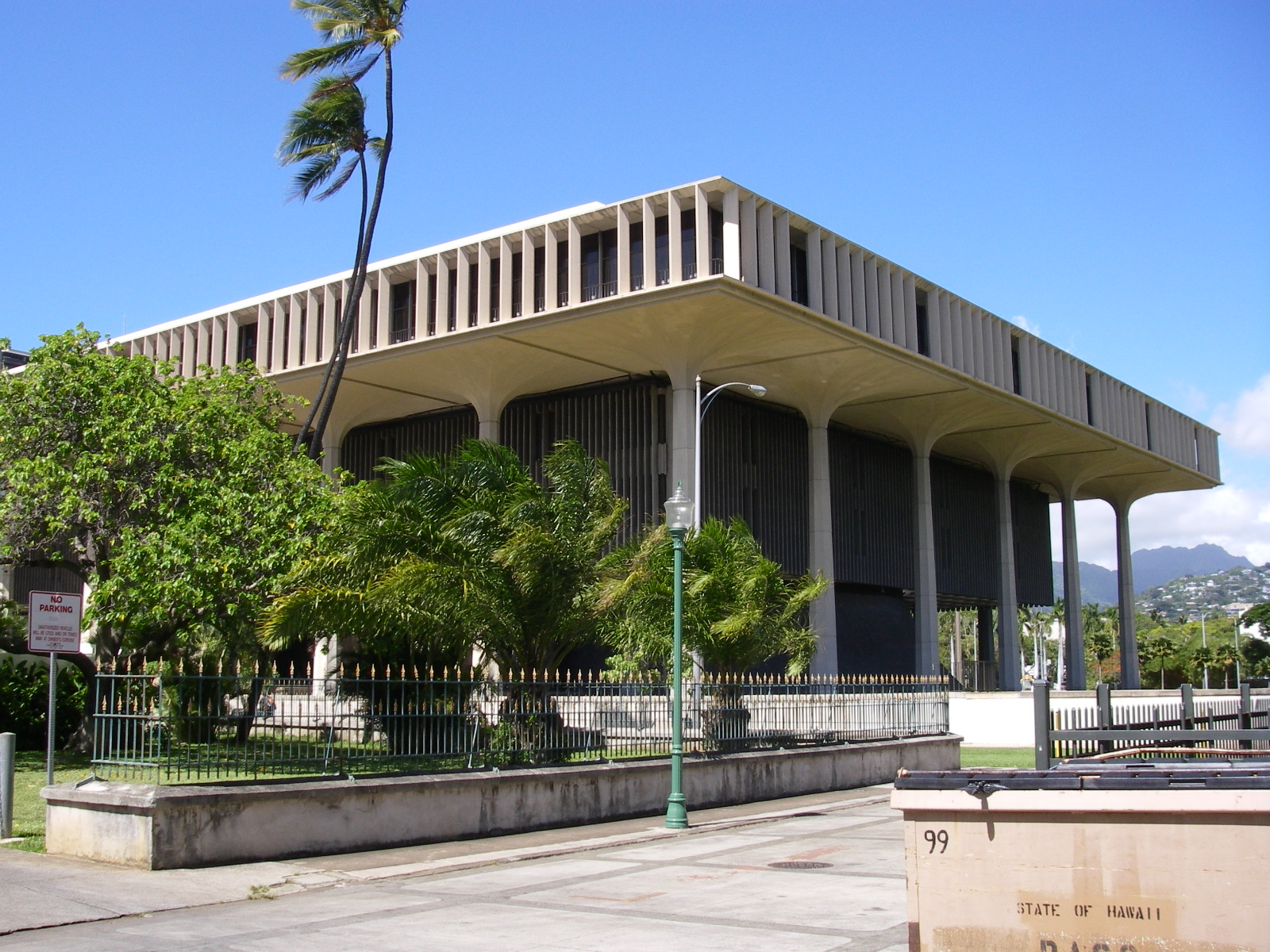
ハワイ州議会議事堂

ハワイ州都歴史地区（ハワイしゅうとれきてきしちく、英語: Hawaii Capital Historic District）は、アメリカ合衆国ハワイ州ホノルルにあり、ハワイ州の首都機能が集中している地域である。

## 概要
ハワイ州都歴史地区はアメリカ合衆国ハワイ州ホノルルにあり、ハワイ州の首都機能が伝統的にも、現代も集中している地域である。ホノルルのダウンタウンにあるチャイナタウンのすぐ東側の、西はリチャーズ街（Richards Street）、東はパンチボウル街（Punchbowl St.）、北は南ベレタニア街（South Beretania St.）、南は南キング街（South King St.）に囲まれた地域とその周辺で、宮殿、州議会堂、州行政府、教会堂などがある。
ハワイ州都歴史地区は1978年にアメリカ合衆国国家歴史登録財に指定された。近くのホノルル中華街（Honolulu's Chinatown）とホノルル商業街歴史地区（Honolulu's Merchant District）はそれ以前にアメリカ合衆国国家歴史登録財に指定されている。

## 主な施設
ハワイ州都歴史地区にある主な施設は次の通り。 
- イオラニ宮殿
- ハワイ州議会議事堂
- カメハメハ大王像
- ホノルル市庁舎
- ハワイ州立美術館
- ハワイ州立図書館 (Hawaii State Library)
- カワイアハオ教会  (Kawaiahao Church)
- セントアンドリューズ大聖堂 (ホノルル)
- アリイオラニ・ハレ (Aliiolani Hale、ハワイ州最高裁判所)
- ワシントン・プレイス (Washington Place、ハワイ州知事公邸)
- ハワイ準州ビル (Territorial Building)

など